# Hegedűs Ferenc (labdarúgó)
Hegedűs Ferenc (Hódmezővásárhely, 1955. július 16. – Hódmezővásárhely, 2016. szeptember 8.) labdarúgó, csatár.

## Pályafutása
1975 és 1978 között a SZEOL AK labdarúgója volt. Az élvonalban 1976. május 15-én mutatkozott be a Tatabányai Bányász ellen, ahol csapata 2–0-s vereséget szenvedett. Egyik emlékezetes mérkőzése volt 1977. december 17-én a későbbi bajnok Újpesti Dózsa ellen, amikor kiváló játékával járult hozzá a 6–2-es győzelemhez. Az élvonalban 55 mérkőzésen szerepelt és hat gólt szerzett.

## Sikerei, díjai
- NB II
  - 3.: 1979–80